# 多布斯诉杰克逊妇女健康组织案

多布斯诉杰克逊妇女健康组织案（Dobbs v. Jackson Women's Health Organization）是美国最高法院作出的里程碑式裁决。该案核心裁定认为美国宪法未赋予公民堕胎权，由此推翻了1973年罗伊诉韦德案与1992年计划生育联合会诉凯西案确立的宪法先例。根据该判决，联邦法律未优先规范的堕胎事务监管权全面下放至各州政府，因"联邦政府显然无权直接干预各州医疗实践"，且联邦政府在卫生、教育与福利领域并不具备一般性治安权。
2022年5月2日，最高法院的最终裁决公布前，《政客》杂志公开了一份泄露的意见草案，该草案由大法官塞缪尔·阿利托撰写，依内文推断是该案的多数方意见。它将推翻罗诉韦德案和计划生育联合会诉凯西案的先例，引用美国宪法第十修正案允许各州自行决定堕胎是否合法。
2022年6月24日，美国最高法院以6-3的裁决推翻下级法院的裁决。多数意见指出，堕胎不是一项宪法权利，此案推翻了罗诉韦德案和计划生育联合会诉凯西案，并且各州在规范堕胎方面应该有自由裁量权。由大法官塞缪尔·阿利托撰写的多数意见与泄露的草案基本相似。 

## 背景
1973年，最高法院在具有里程碑意义的罗诉韦德案（Roe v. Wade, 410 US 113 (1973) ）中裁定，女性在怀孕的前三个月内享有不受州法干预、可以自行选择堕胎与否的宪法权利。在将近二十年后的1992年，最高法院在同样意义深远的计划生育联合会诉凯西案（Planned Parenthood v. Casey, 505 US 833 (1992)）中再次确认了女性的堕胎权，但取消了罗案中确立的妊娠期框架，转而采用胎儿存活能力作为标准（这通常是指怀孕24週后，这时胎儿具有了能在子宫外存活的能力）。凯西案裁定，在胎儿有存活能力之前就对堕胎进行限制的州法律，给寻求堕胎的女性施加了“过分负担”，侵犯了女性依照宪法第十四修正案应享有的正当程序权，因而此类法律是违宪的。最高法院还裁定，此项权利不是绝对的，必须与该州可能存在的其他因素综合考量，例如随着科学技术进步，胎儿拥有存活能力的时机可能会变得更早。
从凯西案之后，一些州开始试图通过州法进一步缩减凯西案定下的24週标准。这些法律中的大多数都因为过分限制女性权益而被法院推翻。
在2020年之前，尽管最高法院由5-4的保守派多数控制，但首席大法官罗伯茨强调尊重判決先例，使得任何试图推翻罗案的尝试都无功而返。2020年10月，在最高法院大法官露丝·巴德·金斯伯格去世、艾米·科尼·巴雷特被任命为她的继任者后，共和党执政州推动进一步限制堕胎法案的动力越来越大。尽管金斯伯格在过去的大多数最高法院堕胎权案件中都站在多数方一边阻止更严格的堕胎法案施行，但取代她的巴雷特被认为持有反堕胎观点，她曾在发表法律评论中称堕胎“一直都是不道德的”。她的上任使得最高法院在堕胎权方面的意识形态构成发生转变，为推翻罗诉韦德案先例创造了条件。截至本案于2021年5月由最高法院同意开始审议之时，至少有22个共和党控制的州已经通过或正在通过更严格的反堕胎法案，这些法案通过的目的就是为了招致诉讼，并借此契机让最高法院有理由重新审议罗诉韦德案。大多数此类法律已被法院禁止执行，但如果罗诉韦德案被推翻则可开始执行。

## 下级法院
2018年3月，密西西比州通过了《胎龄法案》，禁止在怀孕15週后进行任何堕胎手术，除非是医疗紧急情况或严重胎儿异常等情况，但例外情况不包括强奸或乱伦。州长菲尔·布莱恩特签署了该法案，他表示：“我致力于让密西西比州成为美国对未出生婴儿来讲最安全的地方，这项法案将帮助我们实现这一目标。”他进一步表示：“我们或许会在大约半小时后被起诉，这对我来说并没什么。这是值得为之奋斗的事业。”
在法案通过的一天之内，该州仅存的堕胎诊所傑克森女性健康組織起诉该州，质疑该法案的合宪性。生殖权利中心为诊所的法律辩护提供支持。此案由美国密西西比州南区地方法院的卡尔顿·W·里夫斯法官审理。2018年11月，里夫斯在判决中支持该诊所的主张，并对州政府下达禁令，禁止他们执行该法案。里夫斯表示，根据胎儿在23至24週之间开始具有生存能力的证据，密西西比州“并没有提供合理有力的反证，以证明州政府禁止在生存能力期之前进行堕胎的法案是正当的”。该州向第五巡回上诉法院提出复审，但上诉法院于2019年12月以3-0的决定维持了里夫斯的裁决。第五巡回法院高级巡回法官帕特里克·希金博瑟姆在他的意见中指出，维持罗诉韦德案的判决，“各州可以在生存能力期之前立法规范堕胎程序，只要这一限制不对女性的权利施加过分负担，但州法不可禁止堕胎。”该州要求进行全院庭审的请求被拒绝。
2020年2月，在维持对《胎龄法案》禁令的裁决几个月后，第五巡回法院在另一项上诉法庭意见中还维持了针对密西西比州另一部堕胎法案的禁令，该法旨在阻止在胎儿检测到心跳后进行堕胎，这可能是怀孕后的6到12週，因此也被称为心跳法案。这一禁令也是由里夫斯法官于2019年5月发布的。第五巡回法院的说理与禁止《胎龄法案》时类似：虽然胎儿心跳确实可以在怀孕后六週发生，但这仍然远在胎儿被认为具有生存能力之前。巡回法院的意见写道：“如果在15週后禁止堕胎是违宪的，那么在更早的时期禁止堕胎也是违宪的”。

## 最高法院
密西西比州于2020年6月就第五巡回法院的二审判决向最高法院提出上诉。最高法院于2021年5月17日接受了上诉，但将案件限制在一个问题上：“是否所有在生存能力期之前对选择性堕胎的禁令都是违宪的”。
此案于2021年12月1日开庭审理。有最高法院的观察家表示，根据对各位大法官提问的分析，法院的六名保守派成员可能会支持维持密西西比州的法律，尽管首席大法官约翰·罗伯茨似乎希望找到一个既可以支持罗诉韦德案和计划生育联合会诉凯西案基本原则，又同时赋予各州最早可以在怀孕15週时开始限制堕胎权的方案。而根据这些观察，其他保守派大法官似乎准备直接推翻罗案和凯西案的先例。最终判决结果预计将于2022年6月底或7月初公布。

### 泄露的意见草案
2022年5月2日，《政客》杂志公开了一份由大法官塞缪尔·阿利托撰写的多数意见的初稿，《政客》称其真实性已得到证实。该草案已于2022年2月在法院内部流通，据报道得到托马斯、戈萨奇、卡瓦诺和巴雷特四人的支持，这将使其成为5-4的多数意见。根据CNN的报道，首席大法官罗伯茨投票“维持密西西比州禁止15週后进行堕胎的法律”但是“并不希望完全推翻罗诉韦德案的先例”。
如果该意见草案成为最终的多数意见判决，罗诉韦德案和计划生育联合会诉凯西案先例将被推翻。阿利托的草案中称罗案的决定“从一开始就犯下了严重错误”，因为堕胎权并不是在宪法中明文保护的权利，所以各州有权决定是限制还是保护堕胎权。最高法院在案件尚在审议中出现泄密的情况很少见，而实际的意见草案被泄露则是史无前例的。
在次日发表的声明中，最高法院证实了泄露草案的真实性，并发布新闻稿称，“虽然昨天报道中描述的文件是真实的，但它并不代表法院的决定或任何成员在此案中的最终立场。”首席大法官罗伯茨表示，他已经责令最高法院法警警长对此次泄密事件展开调查，并表示“此背信弃义之事乃意图削弱最高法院运作之婞亮，其阴谋不会得逞”。

#### 反应

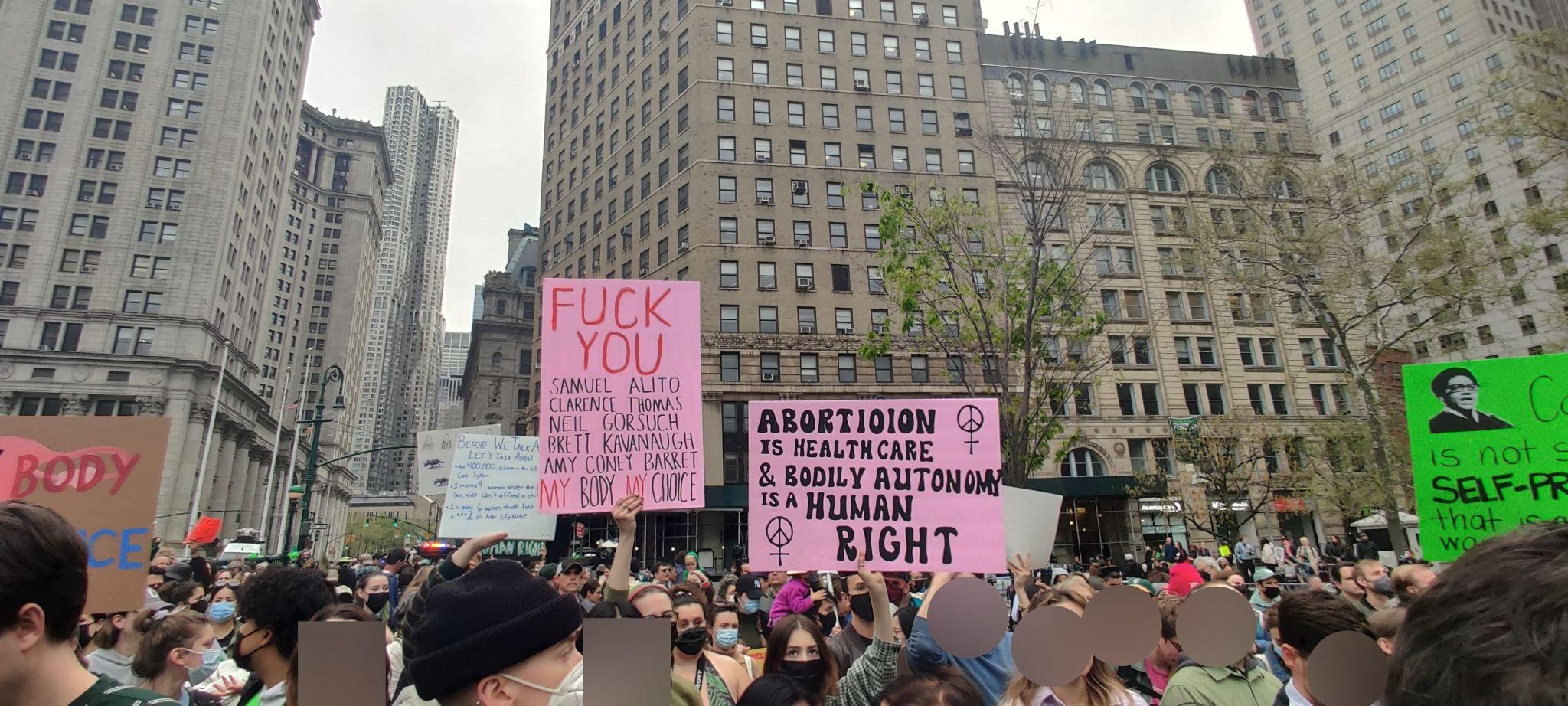
纽约市，一名抗议者举着写有攻击泄密意见草案中多数派五位大法官的牌子。

在泄漏报道之后几小时内，支持和反对堕胎权的抗议示威者聚集在华盛顿特区最高法院大楼外。公众对于草案的反应给习惯于隔绝外界影响的最高法院施加了史无前例的压力。草案撰写人阿利托取消了原定在5月5日出席的美国联邦第五巡回上诉法院法律会议，但发言人并未证实此次取消行程是否和泄密事件有关。
这一泄密事件让包括总统乔·拜登在内的民主党人和支持堕胎权益的运动人士重新开始呼吁参议院在多布斯案判决公布之前通过《妇女健康保护法案》，该法案之前已由众议院通过，意图以立法形式保护罗案中确立的女性权益。拜登谴责泄漏的意见草案内容，认为其是“激进的”，并表示如此发展则同性婚姻和避孕措施可能都有被取缔的危险。
共和党人则迅速开始谴责泄密行为，并要求最高法院协同司法部和其下属的联邦调查局，对此次事件展开调查。众议院共和党领导人发表联合声明，声称此次泄密事件“是明显协调好的阴谋行为，意图恐吓和阻碍大法官们行使职权”。

## 影响

该图显示如果罗案先例被推翻，禁止堕胎法案自动生效的美国州份

在艾米·科尼·巴雷特取代已故的露丝·巴德·金斯伯格之後，最高法院形成6-3保守派绝对多数后的首个堕胎权案件，多布斯案已经引起足够的社会关注。但在2021年9月1日德克萨斯州心跳法案开始执行，且最高法院拒绝在全体妇女健康诉杰克逊和合众国诉德克萨斯州两案审议期间阻止该法实行后，多布斯案得到更多关注。德克萨斯州心跳法案规定在胎儿有心跳迹象（通常在怀孕六週后开始）后实施堕胎是非法的；为了绕过罗诉韦德案的判决，该法律不是由州政府来执行的，而是赋予任何公民在州法院起诉任何协助或帮助实施此类堕胎行为人的权利。这两个案件的口头辩论均在2021年11月1日进行，有最高法院的观察人士表示，法院在这两个案件中更专注于原告的起诉资格问题，而不是直面堕胎问题。德克萨斯州的法律极具争议性，因此多布斯案也收到了许多追加的意见书，大多数支持堕胎诊所的立场。截至2021年9月中旬，多布斯案共收到超过1125份法庭之友意见书，并且在口头辩论之前又收到140多份法庭之友意见书，接近2015年奥贝格费尔诉霍奇斯案时创下的记录。
另外，佐治亚州在2019年通过的众议院第481号法案禁止在怀孕六週后堕胎。2019年10月美国佐治亚州北区地方法院以罗诉韦德案的先例裁决该法案违宪。该州向第十一巡回上诉法院提出重申，但由于多布斯案定于2021年12月开始审理，巡回法院发布暂停复审令，等待最高法院对多布斯案作出裁决。
若阿利托的草案被最高法院照单全收、罗诉韦德案先例被推翻，包括阿肯色州、爱达荷州、肯塔基州、路易斯安那州、密西西比州、密苏里州、北达科他州、俄克拉荷马州、南达科他州、田纳西州、德克萨斯州、犹他州、怀俄明州等13个州在内，其已通过自动触发法律会立刻禁止堕胎。伊利诺伊州之前曾有过类似的自动触发法案（于1975年通过），但是已经在2017年被废止。另外还有9个州，包括阿拉巴马州、亚利桑那州、密歇根州、西弗吉尼亚州、威斯康星州，以及之前已经提到的阿肯色州、密西西比州、俄克拉荷马州和德克萨斯州，它们的州法典中仍留存有在罗诉韦德案判决之前就已存在但无法执行的堕胎禁令。这些法律在罗案被推翻后亦可立即开始执行。

## 民意调查

### 美国哥伦比亚广播公司
2022年6月，在美国最高法院宣布裁决后，美国哥伦比亚广播公司对近1600名美国人就此案裁决展开了民意调查。其结果显示不赞成该裁决与赞成该裁决的比例为59:41，在女性群体中这一比例为67:33；认为此案使美国倒退与进步的占比分别为52%和31%，就此裁决对女性的影响，56%的人认为更糟糕，16%的人认为更美好，28%的人认为并无不同。CBS表示美国民众的各个群体就此裁决的态度显示，大多数温和派和九成的自由派不赞成；三分之二的西班牙裔美国人不赞成，四分之三的美国黑人和過半的美国白人不赞成此裁决。